# European Scuba Agency
La European Scuba Agency (ESA, Agenzia Subacquea Europea) è una tra le ultime organizzazioni europee per l'addestramento alla subacquea ad essere state fondate.
È membro della CMAS e ha accordi con il Divers Alert Network per quanto riguarda la didattica di primo soccorso.

## Certificazioni

### Avvicinamento alla subacquea
- ESA Smile Diver: per avvicinare i bambini alla subacquea, con l'assistenza di un istruttore di subacquea e comunque appena sotto il pelo dell'acqua.
- ESA Easy Dive: un ulteriore avvicinamento, non solo per bambini.

### Brevetti per subacquea ricreativa
- ESA New Diver: primo livello di corso, con profondità massima di 10 metri accompagnato.
- ESA Open Water Diver: secondo livello di corso, con profondità massima di 18 metri accompagnato da un subacqueo con brevetto superiore o uguale all'Open Water Diver.
- ESA Advanced Diver: terzo livello di corso, profondità massima 30 m.
- ESA Prevention & Rescue Diver: approfondimento delle tematiche di soccorso in caso di incidente.
- ESA Specialty Diver: corsi di approfondimento sulle varie tematiche.
- ESA First Aid: corso di primo soccorso.
- ESA Hi Diver: il subacqueo sarà già in possesso dei brevetti Prevention & Rescue, di tre specializzazioni e del brevetto First Aid, oltre a 60 immersioni.

### Brevetti professionali
- Diveleader
- Assistant Instructor
- Open Water Instructor
- Specialty Instructor
- First Aid Instructor
- Diveleader Instructor
- Prolevel Instructor
- Master Instructor
- Instructor Course Director